# Allalou
Allalou (en arabe : علالو), de son vrai nom Ali Sellali (علي سلالي), né le 30 mars 1902 à la Casbah d'Alger et mort le 19 février 1992 à Alger, est un dramaturge, directeur de théâtre et acteur algérien. Il est l'un des pionniers du théâtre algérien et le premier à écrire une pièce de théâtre en arabe algérien.

## Biographie
Allalou est né le 30 mars 1902 à la Casbah d'Alger, il perd son père, Lounès,  très tôt, et commence dès l'âge de treize ans à travailler pour subvenir aux besoins de sa famille. Il travaille comme laborantin dans une pharmacie, et ensuit comme employé dans la Société des tramways algériens,.
À partir de 1917, il commence par animer de modestes spectacles, sketchs et tours de chants fantaisistes au « Foyer du soldat », avant de se lancer résolument dans la carrière d'auteur, acteur chanteur fantaisiste et comique excentrique. Précocement, il est subjugué par les galas Karsenty et les représentations données par les troupes égyptiennes de Georges Abiod et Azzedine au début des années vingt. Ce qui le détermine à entreprendre de monter des pièces et de concevoir des textes qui traitent de sujets tirés de la vie quotidienne et dans le langage usuel de la rue.
Son don pour le chant le pousse à s'initier au solfège en s'inscrivant auprès d'Edmond Yafil, grand connaisseur de la musique andalouse, qui l'admet dans son cours et lui apprend les premiers rudiments de solfège et des techniques musicales, qu'Allalou ensuite intègre dans ses performances scéniques. C'est aussi chez Yafil qu'il fait la rencontre de Mahieddine Bachtarzi, son futur collaborateur à un certain nombre de pièces à succès dont « Antar lehchaichi », « El Khalifa wa Essayad » et « Hallaq Gharnata ».
En 1921, Yafil et ses élèves dont Allalou reconstituent El Moutribia, une société musicale qui se charge de l’organisation de concerts et de spectacles. C'est au cours d’un de ces spectacles que le jeune Allalou met en forme un nouveau genre de comique troupier, chantant et disant des monologues.
Allalou crée la troupe théâtrale Zahia Troupe en 1925. Un an après, le 12 avril 1926 au Kursaal d'Alger, Allalou signe son baptême de scène avec la pièce comique « Djeha », première pièce écrite en arabe algérien, présentée en compagnie du comédien Brahim Dahmoun,. Cette pièce marque la naissance du théâtre algérien, et une rupture avec le théâtre de langue arabe littéraire, qui était un échec populaire en Algérie.
Le 26 octobre 1926, Allalou présente la pièce « Zouadj Bou 'Akline », qui marque la première apparition de Rachid Ksentini sur les planches, et lance la carrière théâtrale de ce dernier. La collaboration des deux hommes se poursuit avec des adaptations par Allalou des séquences des Mille et Une Nuits où Rachid Ksentini obtient les premiers rôles.
Allalou se retire de la vie artistique à partir de 1932, ne pouvant pas faire de l'argent à travers le théâtre, il ne peut compter que sur son métier de traminot pour subvenir aux besoins de sa famille. Il est décédé le 19 février 1992 à Alger.

## Pièces de théâtre
L'œuvre dramatique de Allalou, entièrement écrites en prose dialectale, comprend sept pièces qui peuvent être résumées ainsi :
- Djeha (1926)
- Zouadj Bou 'Akline (Le mariage de Bou 'Akline) (1926)
- Aboul Hassan el Moughafal (Le dormeur éveillé) (1927)
- Le Pêcheur et le génie (1928)
- Antar lehchaichi (Antar, le fumeur de kif) (1930)
- El Khalifa wa Essayad (Le Calife et le Pêcheur) (1931)
- Hallaq Gharnata (Le Barbier de Grenade) (1931)